# Islas Murciélago
Islas Murciélago es el nombre que recibe un archipiélago rocoso del país centroamericano de Costa Rica en el Océano Pacífico justo al oeste de la Isla Colorada. Se trata de un territorio protegido como parte del Parque nacional Santa Rosa Posee una diversa variedad de fauna y marina que hace que sea visitada regularmente por turistas y buceadores. Administrativamente hace parte de la Provincia de Guanacaste en el extremo oeste del país.